# Harald Braun
Harald Braun (Berlin, 1901. április 26. – Xanten, 1960. szeptember 24.) német filmrendező, forgatókönyvíró, filmproducer.

## Életpályája
A freiburgi egyetemen filozófiát tanult, majd újságíró lett. 1933-tól a berlini rádió irodalmi osztályát vezette. 1938-tól működött a filmszakmában, előbb mint segédrendező, majd mint forgatókönyvíró. 1942-től rendezett önállóan. 1942–1960 között 23 filmet rendezett. 1945 után színházi intendáns, majd filmproducer volt az NSZK-ban. Az 1952-es és az 1954-es cannes-i filmfesztivál résztvevője volt. 1955-től a berlini Művészeti Akadémia tagja volt.

## Munkássága
Főként Carl Froelich német filmrendező és filmproducer számára dolgozott. Helmut Kautnerrel és Wolfgang Staudte-val önálló produkciós vállalatot létesített. Nevéhez számos közönségsiker fűződött. Legsikeresebb munkája Henrik Ibsen Nóra című (1944) színművének feldolgozása. Szerette az érzelmes lélektani történeteket.

## Filmjei

### Forgatókönyvíróként
- Hazatérés (Heimat) (1938) (rendezőasszisztens is)
- Egy királynő szíve (1940) (rendezőasszisztens is)
- A végtelen út… (1941)
- Nóra (1944) (filmrendező is)
- Álmodozás (Träumerei) (1944) (filmrendező is)
- A néma vendég (Der stumme Gast) (1945) (filmrendező is)
- Tegnap és holnap között (Zwischen gestern und morgen) (1947) (filmrendező is)
- Hulló csillag (Der fallende Stern) (1950) (filmrendező is)
- A világ szíve (Herz der Welt) (1952) (filmrendező és filmproducer is)
- Az utolsó nyár (Der letzte Sommer) (1954) (filmrendező és filmproducer is)
- Uralkodó korona nélkül (Herrscher ohne Krone) (1957) (filmrendező és filmproducer is)
- Az üvegtorony (Der gläserne Turm) (1957) (filmrendező is)
- A nagykövetnő (Die Botschafterin) (1960) (filmrendező is)

### Filmrendezőként
- Legényvásár (Hab mich lieb) (1942)
- Királyi fenség (Königliche Hoheit) (1953)
- Az utolsó ember (Der letzte Mann) (1955)
- Regine (1956) (filmproducer is)

### Filmproducerként
- Ég csillagok nélkül (1955)
- A búcsú (1960)

### Rendezőasszisztensként
- A négy gazella (1938)
- Mámoros báli éj (1939)

## Fordítás
- Ez a szócikk részben vagy egészben  a   Harald Braun című angol Wikipédia-szócikk fordításán alapul.  Az eredeti cikk szerkesztőit annak laptörténete sorolja fel. Ez a jelzés csupán a megfogalmazás eredetét és a szerzői jogokat jelzi, nem szolgál a cikkben szereplő információk forrásmegjelöléseként.
- Ez a szócikk részben vagy egészben  a   Harald Braun című francia Wikipédia-szócikk fordításán alapul.  Az eredeti cikk szerkesztőit annak laptörténete sorolja fel. Ez a jelzés csupán a megfogalmazás eredetét és a szerzői jogokat jelzi, nem szolgál a cikkben szereplő információk forrásmegjelöléseként.